# Aeródromo Santa María de Mingre
El Aeródromo San Javier (OACI: SCMG) es un terminal aéreo ubicado junto a la ciudad de San Javier, Provincia de Linares, Región del Maule, Chile. Es de propiedad privada.